# Steffi Martin
Steffi Martin, coneguda també com a Steffi Walter o Steffi Walter-Martin, (Bad Schlema, República Democràtica Alemanya 1962 - Alemanya, 21 de juny de 2017) fou una corredora de luge alemanya, ja retirada, que destacà a la dècada del 1980.

## Carrera esportiva
Va participar, en representació de la República Democràtica Alemanya, en els Jocs Olímpics d'Hivern de 1984 realitzats a Sarajevo (RFS Iugoslàvia), on aconseguí guanyar la medalla d'or en la prova de luge femenina. En els Jocs Olímpics d'Hivern de 1988 realitzats a Calgary (Canadà) es convertí en la primera dona a repetir l'èxit en aquesta prova de luge.
Al llarg de la seva carrera va aconseguir dues medalles d'or en el Campionat del Món de luge (1983 i 1985) així com dues medalles de plata en el Campionat d'Europa de luge (1982 i 1986). Guanyà la temporada 1983/1984 de la Copa del Món de l'especialitat.